# Гастростома
Гастростома је вештачки створен хируршки отвор кроз трбушни зид у зиду желудца у циљу нутритивне подршке или декомпресије желуца. Овај отвор омогућава постављање сонде за храњење (често Г-сонде или ГТ -сонде), за директно уношење хране, течности и лекова у желудац, заобилажењем уста и грла или ставрање услова за декомппресију желудца. Овако створен отвор се обично користи када особа није у стању да сама довољно једе или пије или има потешкоћа са безбедним гутањем и пасажом хране.
Гастростома се може изводити класичним ируршким приступом,  или, што је случај последњих година, лапароскопијом (перкутаним приступом интервентном радиологијом, перкутаном ендоскопском гастростомијом (ПЕГ) или перкутаном ултразвучном гастростомијом.
Као и друге стоме, гастростома може бити привремена или трајна. Привремена гастростома се уклања када се узрок њеног постављања отклони (нпр. успешна операција првобитно неоперабилног рака једњака, решавање неуролошких симптома, буђење из коме).

## Индикације
Гастростома се примењује код:
- стенотични неоперабилних промена (које се не уклањају радикално хируршким путем због преваленције туморског процеса) и неоперабилни тумора једњака  , кардијалног дела желуца  ;
- пост-ожиљне стриктуре једњака (за ентералну исхрану и ретроградно бужирање једњака),
- орофарингеална дисфагија узрокована можданим ударом, дегенеративним болестима централног нервног система, малигним туморима главе и врата или дифузним оштећењем мозга,
- повреде једњака (као прелиминарна фаза главне операције на једњаку),
- езофагеална атрезија (комплетна конгенитална опструкција) - као прелиминарна фаза пластичне хирургије на једњаку са одложеним и етапним хируршким лечењем,
- трахеоезофагеална или бронхоезофагеалне фистуле.
- инвалидитета који утиче на способност безбедног уноса хране или гутања,
- стања која изазивају повећане потребе за исхраном[2]
- код неких хируршких техника, када се у желудац убацује гастростомска цев.

## Врсте гастростомије
Иако је до сада описисано више од 100 модификација гастростоме на простору Европе, тренутно се најчешће користе две методе: Вицелова и Кадерова метода. Док се у земљама енглеског говорног подручја најчешће примењују Бек-Јиануова метода за постављање дуготрајне гастростоме  .

### Вицелова гастростомија
Ову методу коју је предложио Вицел (Witzel) 1891. године, подразумева формирање цевасте фистуле обложене серозном мембраном желуца.  Методу су модифициковали Гернез (Gernez) и Хо-Дак-Ди (Ho-Dac-Di)  1939 године. 

### Техника извођења
Метод почиње трансректалним резом коже лево 3-4 цм од беле линије трбуха почев од ивице левог ребарног лука у дужини од 10 цм. Кожа, поткожно ткиво , предњи зид овојнице правог трбушног мишића се сукцесивно дисецирају, а овај други се тупо пресеца. Задњи зид овојнице правог трбушног мишића се дисецира заједно са попречном фасцијом и паријеталним перитонеумом. На делу предњег зида желуца ствара се хируршка рана, кроз коју се увлачи гумена цев потребног пречника (0,8-1 цм). Гумена цев се поставља дуж дуге осе желуца, 10 цм од пилоруса. Код модификације према Гернезу и Хо-Дак-Дију, цев се налази ближе кардији желуца. Гумена цев се зашива са 5-7 серомускуларних шавова дужине најмање 5 цм тако да се два паралелна набора предњег зида желуца затварају изнад цеви док се ивице потпуно не додирну и чврсто фиксирају цев. На крају последњег шава се ставља тако да буде лабав. Унутар њега, зид желуца се пресеца кроз све слојеве маказама или скалпелом . Његов крај се урања у настали отвор у желуцу, адекватне величине пречника цеви, за 5 цм и затеже се. На тај начин се ствара коси цевасти канал дужине 4-5 цм, који се отвара у лумен желуца, у коме се налази цев. Затим, да би се осигурало потпуно затварање трбушне дупље фузијом паријеталног перитонеума и висцералног перитонеума предњег зида желуца, изводи се гастропексија (зид желуца око излаза гумене цеви из канала се ушива са 6-8 прекинутих шавова на паријетални перитонеум и задњи листић омотача правог трбушног мишића). Рана се ушива слој по слој, остављајући простор за излаз цеви. На цев се ставља гумена манжетна, којом се фиксира за кожу.

### Предности и мане методе
Предности
Предности ове методе су:
- приликом примене гастростоме по Вицелу, која је модификована према Гернезу и Хо-Дак-Дију, фистула је погодна за ретроградно бужирање једњака у случају његове цикатрицијалне опструкције, јер је крај цеви уметнуте у желудац окренут ка кардији.
- гастростомски канал постављен овом техником обично се спонтано затвара након уклањања цеви  .

Мане
Мане ове метод су:
- потреба за сталним ношењем гумене цеви, која може испасти из желудачне фистуле са накнадним изливањем садржаја желуца, што доводи до мацерације коже,
- поновно уметање цеви у желудац кроз фистулни тракт може бити тешко или немогуће због спонтаног затварања фистуле, јер се канал брзо зачепљује  .
- уметање гумене цеви у лумен желуца на пилоричном делу не дозвољава пацијенту да унесе довољну количину хране (такав желудац може да прими само малу количину хране). Овај недостатак се елиминише применом гастростоме по Вицелу, коју су модификовали Гернез и Хо-Дак-Ди.
- конвергенција велике и мале кривине желуца приликом фиксирања гумене цеви на предњем зиду желуца дворедним шавом узрокује смањење запремине желуца, што може довести до желудачне опструкције,
- ако фистула дуго траје, канал се мења из косог у прави, што може довести до испадања цеви и прекида заптивача.

### Гастростомија по Кадеру (Штам-Сен-Кадер)
Гастростомија по Кадеру  зачета је 1894. године, када је Штам формирао прави канал на трбуху и желуцу у експерименту на псима. Штамову методу је први пут на људима применио Сен (1896), а извео ју је Кадер 1896. године. Она је подразумевала формирање правог гастростомског канала у лумен желуца. Ова метод се првенствено користи за мале желуце (са опсежним канцерогеним лезијама зида желуца, код деце).

### Техника
За ову методу користи се леви трансректални приступ, сличнио као код Вицелове гастростомије. Предњи зид желуца се извлачи у рану и растеже тако да формира конус , око којег се ставља шав. У центру  шава, зид желуца се дисецира кроз све слојеве маказама или скалпелом. Крај цеви се урања у резултујући отвор у желуцу, који је одговарајуће величине према пречнику цеви, и шав се затеже. Са увлачењем од 1-1,5 цм ка периферији, други и трећи шав се сукцесивно концентрично постављају, при чијем затезању се цев инвагинира у канал, који има праволинијски правац. Гастропексија, шивење ране и фиксација цеви се изводе на исти начин ао код Вицелове технике.

### Предности и мане методе
Предности
- техничка једноставност;
- брзина извршења;
- поузданије заптивање желудачне шупљине у случајевима пролапса сонде, јер је гастростомски канал инвагиниран у лумен желуца,
- гастростомска цев постављена овом техником обично се спонтано затвара након уклањања цеви.

Мане
- потреба за сталним ношењем гумене цеви,
- поремећај снабдевања крвљу и инервације зида желуца на месту стоме,
- немогућност визуелног праћења потпуности хемостазе крвних судова слузокоже и субмукозног слоја који се налазе унутар шавова и, као резултат тога, велика вероватноћа крварења у раном и касном постоперативном периоду.

### Топровер гастростомија
Први пут објављен од стране совјетског хирурга Г.С. Топровера 1934. године, сугерише формирање лабијалне фистуле желуца за дуготрајну употребу. 

### Техника
Леви трансректални приступ, као код Вицелове гастростомије. Предњи зид желуца се изводи у рану у облику конуса, на чијем врху се наносе два шава за задржавање. Испод врха конуса, концентрично се узастопно наносе три шава за задржавање на растојању од 1,5-2 цм један од другог, чији крајеви нити нису затегнути. Лумен желуца се отвара на врху конуса између шава, у настали отвор се убацује гумена цев пречника 1 цм и нити нанесених шавова за задржавање се секвенцијално затежу, што доводи до формирања три набора-вентила око уметнуте цеви. Да би се сачувао формирани канал, конус желуца се фиксира за слојеве реза трбушног зида : у висини најдубљег кисеоника, зид конуса се фиксира за паријетални перитонеум, виши део - за ивице реза правог мишића, а најгорњи део (у висини првог кисеоника) - за ивице реза коже; Ови последњи шавови се постављају тако да слузокожа желуца вири изнад њега у висини реза коже. Преостали отвори перитонеума, мишића и коже се сукцесивно зашивају. Цев се уклања након завршетка хируршке интервенције, након чега се формира канал са вентилима и лабијалном фистулом. Вентили спречавају изливање желудачног садржаја. У фистулу се убацује гумена цев за храњење пацијента.

### Предности и мане методе
Предности
- нема потребе за сталним ношењем гумене цеви;
- обезбеђивање довољне непропусности са три вентила формирана од набора слузокоже;
- Не постоји опасност од спонтаног зарастања фистуле, јер је целом дужином обложена желудачном слузокожом.

Мане
- За стварање фистуле помоћу Топровера, потребан је слободан простор на предњем зиду желуца пречника 8-10 цм, стога, са малим величинама желуца, које се обично примећују код ове категорије пацијената, ова метода није применљива;
- Сужење желудачног конуса трослојним шавовима доводи до поремећаја снабдевања крвљу у конусу, што у неким случајевима доводи до атрофије слузокоже и мишићног слоја желудачног конуса са губитком својстава вентила, у другим - до почетка некрозе слузокоже , пресецања нити шавова са кршењем херметичности фистуле.
- груба деформација предњег зида желуца са поремећајем свих функција органа  .

### Перкутана ендоскопска гастростомија (PEG)
Перкутана ендоскопска гастростомија први пут је изведена 1979. године у Кливленду од стране ендоскописте Понског и дечјег хирурга Гаудерера  на детету старом 4,5 месеца. Техника је први пут објављена 1980. године као алтернатива гастростомији из лапаротомског приступа и названа је метода повлачења (метод повлачења цеви). Након тога, развијене су модификације ове технике: метода потискивања (Сакс-Вајн), код које се гастростомска цев може увући или уметнути у желудац споља, и Раселова техника заснована на коришћењу водилице и низа дилататора за повећање величине гастростомске фистуле, што омогућава постављање дебље цеви (Фолијевог катетера)  .
Положај пацијента на операционом столу: На леђима.

### Техника извођења
Прва фаза је фиброгастроскопија , током које се бира најмање измењено и васкуларизовано подручје на предњем зиду желуца. Ваздух се упумпава у желудац, затим се просторија у којој се изводи манипулација затамњује. Врх ендоскопа се притиска на предњи зид желуца како би се диафаноскопијом предњег трбушног зида (обично изван беле линије абдомена ) одредила локација гастростоме. Да би се разјаснила локализација ове тачке, предњи трбушни зид се притиска прстом. Након третирања хируршког поља антисептиком и извођења локалне анестезије по целој дебљини предњег трбушног зида, прави се рез коже танким скалпелом на изабраној тачки дужине 3 мм. Посебан троакар се користи за пункцију желуца кроз кожу под ендоскопском контролом . Након вађења стилета , дугачак конац се убацује у желудац кроз троакарну канилу, која се хвата биоптичком форцепсом, а ендоскоп се уклања. Крај конца провученог кроз канилу и извученог кроз уста везује се за конац на конусу гастростомског катетера, који се убацује у желудац помоћу конца тако да његов конус належе на троакарску канилу. Гастростомски катетер заједно са канилом провлачи се кроз зид желуца и предњи трбушни зид док се његов крајњи ослонац не наслони на предњи зид желуца. Пластични конус гастростомске цеви провлачи се кроз централни отвор фиксирајуће плоче, а затим кроз њен тунел. Плоча се помера дуж катетера док се чврсто не фиксира, након чега се конус сече и на спољашњи крај стоме се причвршћује канила за увођење ентералне нутритивне смеше.

### Предности и мане методе
Предности
- могућност извођења код пацијената са високим хируршким ризиком  ;
- захтева само минималну седацију (нема потребе за општом анестезијом )  ;
- може се произвести у року од 15-30 минута  ;
- могућност извођења поред пацијентовог кревета;
- има ниже трошкове од гастростоме из лапаротомског приступа  ;
- Нега гастростоме уметнуте ендоскопски не захтева никакве додатне мере, једноставна је и безбедна за пацијента  .

Мане
- немогућност извођења у случају тешке опструкције орофаринкса и једњака  ;
- потреба за комбиновањем предњег зида желуца са предњим трбушним зидом, што је тешко код пацијената са претходном субтоталном гастректомијом, асцитесом или значајном хепатомегалијом, као и у случајевима тешке гојазности  .

## Постоперативна нега пацијената
Након формиране гастростоме, било којом методом, гастростомска цев се држи отвореном првог дана ради праћења евакуационе функције желуца. У ту сврху, крај гастростомске цеви се спушта у пријемни суд. Храњење кроз гастростому, по правилу, не почиње пре другог дана након операције: у количинама од 100-150 мл течне ентералне хране која се уноси у желудац одједном свака 2-3 сата. Међутим, код изузетно исцрпљених пацијената могуће је увести нутритивне смеше и растворе у желудац кап по кап одмах након операције (75-100 капи у минути) са паузама ради праћења евакуације садржаја из желуца ( отварањем гастростомске цеви), а другог дана је могућ прелазак на фракционо храњење уобичајеном методом. Након 5-7. дана, запремина течне или кашасте хране која се примењује повећава се на 400-500 мл са учесталошћу примене 4-5 пута дневно.

## Компликације
Тешке компликације које се могу јавити након формирања гастростоме класификују се у групу Клавијен-Диндо компликацијр степена 3 и више,  које захтевају хируршку или радиолошку интервенцију са потенцијалним морбидитетом и морталитетом.  Ове компликације могу настати, примарно, због:
- оштећења околних структура интраоперативно,
- проблема који утичу на незрелу гастростому у раномпостоперативном периоду,

или могу бити секундарне у односу на компликације изазване уређајем или локализацијиом, и укључују: 
- повреду суседног црева,
- гастроколичне фистуле,
- миграцију гастростоме ка ребрима,
- неуспех спонтаног затварања када гастростома више није потребна (перзистентна гастрокутана фистула).